# Phyllophaga ginigra
Phyllophaga ginigra är en skalbaggsart som beskrevs av Saylor 1940. Phyllophaga ginigra ingår i släktet Phyllophaga och familjen Melolonthidae. Inga underarter finns listade i Catalogue of Life.